# Robert Haillet
Robert Haillet (Pau, 26 settembre 1931 – Nizza, 26 settembre 2011) è stato un tennista francese.

## Biografia
Ottenne i risultati più importanti in carriera sulla terra rossa del Roland Garros, nel 1958 fu protagonista di un'insperata rimonta nei confronti della quarta testa di serie Budge Patty, lo statunitense era al servizio sul 40-0 in vantaggio per 7–5, 5–7, 8–10, 6–4, 5–0 ma Haillet riuscì a salvare sette match point e chiudere il set decisivo per 5–7 ottenendo così l'accesso ai quarti di finale dove venne sconfitto da Luis Ayala. Due anni dopo riuscì ad avanzare fino alle semifinali dove fu il campione in carica Nicola Pietrangeli ad interrompere il suo percorso, l'italiano vincerà poi il torneo. 
Al di fuori dei tornei dello Slam conquistò le edizioni 1958-59 del Monte Carlo Masters mentre in Coppa Davis rappresentò la Francia dal 1952 al 1960 ottenendo ventinove successi e tredici sconfitte.
Il famoso modello di scarpe adidas Stan Smith originariamente era chiamato adidas Robert Haillet ma dopo il suo ritiro dall'attività agonistica vennero ribattezzate con l'attuale nome grazie alla collaborazione con il tennista statunitense.